# Palato secundário
O palato secundário é uma estrutura anatômica que separa a cavidade oral da cavidade nasal em muitos vertebrados.
Em embriologia humana, se refere à porção do palato duro que é formado pelo crescimento de duas "prateleiras" palatinas medialmente e sua junção na linha média. Isto forma a maior parte do palato no adulto e encontra o palato primário no forâmen incisivo.